# 蓝天野
蓝天野（1927年5月3日—2022年6月8日），原名王润森，又名王皇，男，河北饶阳人，中国话剧及影视演员、导演。北京人民艺术剧院演员、导演。话剧代表作品《茶馆》、《蔡文姬》，電視代表作品《渴望》的王子涛、《封神榜》的姜子牙。首届29名七一勋章获得者之一。

## 生平
蓝天野出生在直隶省饶阳县大官亭乡（今河北省饶阳县大官亭镇），青年时期在国立北平艺术专科学校学习绘画，1944年成为话剧演员，1945年9月23日加入中国共产党，1948年秋在从北平转移到解放区的路上应党组织临时要求，由原名王润森改名为蓝天野。中华人民共和国成立后，1952年6月12日，北京人民艺术剧院成立，年仅25岁的蓝天野成为北京人民艺术剧院第一批主要演员，1963年开始导演生涯。1987年离休后，曾在电视剧《封神榜》中饰演姜子牙，以及《渴望》中饰演男主角王沪生的父亲，后来也从事中国画的创作。2021年6月29日获颁七一勋章。
蓝天野因病于2022年6月8日13时43分在北京家中逝世，享耆壽95岁。

## 家庭
姐姐石梅、哥哥杜澎。
1954年，蓝天野和女演员狄辛（1927年－2018年11月17日）结婚。

## 表演作品

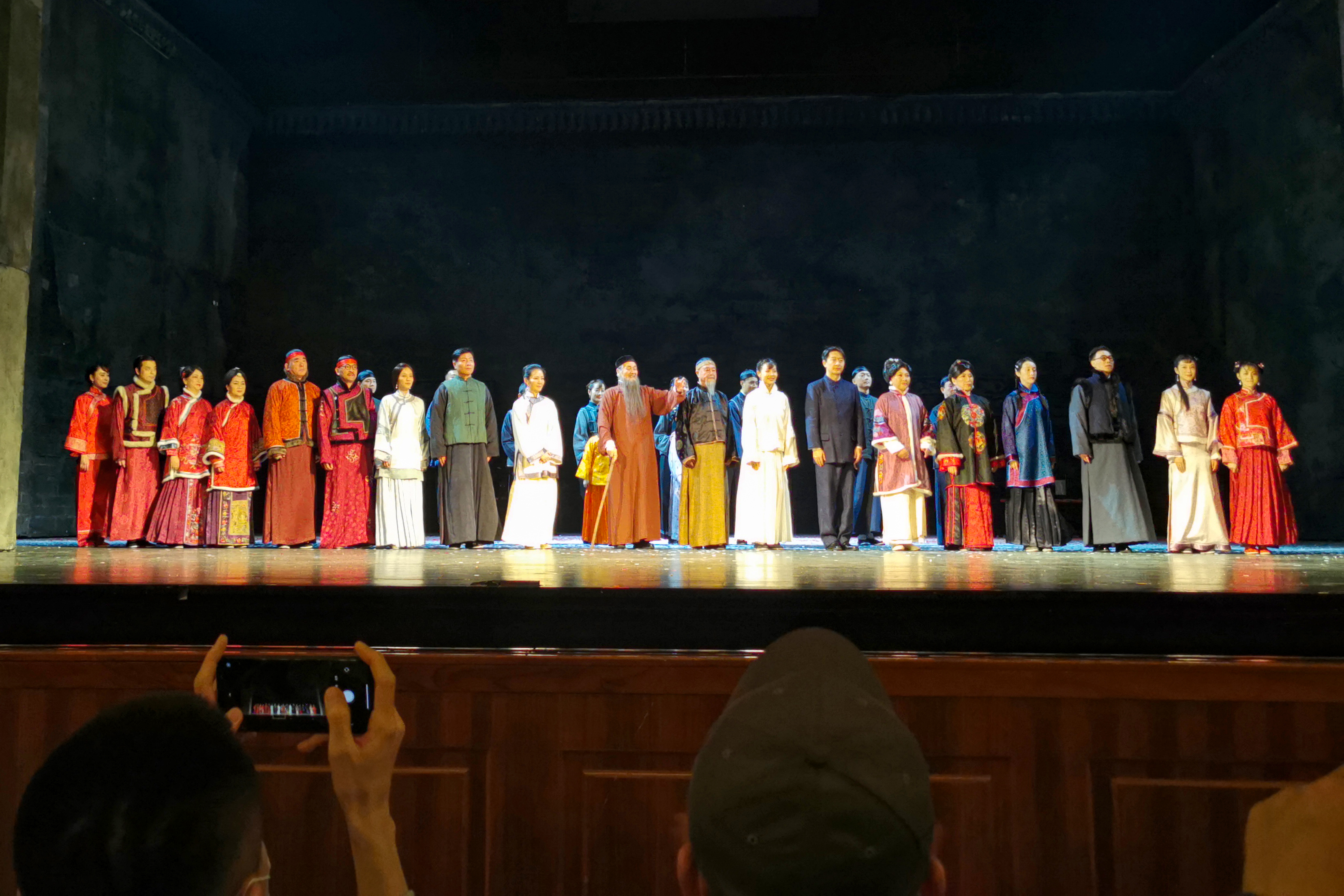
2020年10月，蓝天野在话剧《家》中扮演冯乐山

### 话剧
| 年份 | 名字       | 角色       | 备注 |
| ---- | ---------- | ---------- | ---- |
|      | 《茶馆》   | 秦仲义     |      |
|      | 《蔡文姬》 | 董祀       |      |
|      | 《王昭君》 | 呼韩邪单于 |      |
|      | 《北京人》 | 曾文清     |      |
| 2011 | 《家》     | 冯乐山     |      |
| 2012 | 《甲子园》 | 黄仿吾     |      |
| 2015 | 《冬之旅》 | 老金       |      |

### 电影
| 年份 | 片名           | 角色       | 备注         |
| ---- | -------------- | ---------- | ------------ |
| 1982 | 《茶馆》       | 秦仲义     | 话剧改编电影 |
|      | 《蔡文姬》     | 董祀       | 话剧改编电影 |
|      | 《王昭君》     | 呼韩邪单于 | 话剧改编电影 |
|      | 《北京人》     | 曾文清     | 话剧改编电影 |
| 1994 | 《寡妇十日谈》 |            |              |
| 2003 | 《杨贵妃后传》 |            |              |

### 电视剧
| 年份 | 片名                  | 角色       | 备注                   |
| ---- | --------------------- | ---------- | ---------------------- |
| 1984 | 《末代皇帝》          | 摄政王载沣 |                        |
| 1987 | 《便衣警察》          | 萌萌父亲   |                        |
| 1990 | 《封神榜》            | 姜子牙     |                        |
| 1990 | 《渴望》              | 王子涛     | 该剧男主角王沪生的父亲 |
| 1992 | 《中国商人》          |            |                        |
| 1993 | 《武夷仙凡界》        | 武夷君     |                        |
| 1996 | 《亲情》              |            |                        |
| 1997 | 《官场现形记》        | 华中堂     |                        |
| 2000 | 《月落长江/红颜往事》 |            |                        |
| 2003 | 《记忆的证明》        | 老年萧汉生 |                        |

## 导演作品
- 《孤独春晓》
- 《家》
- 《吴王金戈越王剑》
- 《贵妇还乡》
- 《针锋相对》
- 《大讼师》[注 1]

## 人物评价
张和平评价说：“在他的身上，我们能够看到一个艺术家的风骨和一个革命者的胸怀。”